# Stewarts Brook
Stewarts Brook är ett vattendrag i Australien. Det ligger i delstaten New South Wales, i den sydöstra delen av landet, omkring 210 kilometer norr om delstatshuvudstaden Sydney.
I omgivningarna runt Stewarts Brook växer huvudsakligen savannskog. Runt Stewarts Brook är det mycket glesbefolkat, med 2 invånare per kvadratkilometer. Genomsnittlig årsnederbörd är 1 103 millimeter. Den regnigaste månaden är februari, med i genomsnitt 195 mm nederbörd, och den torraste är maj, med 39 mm nederbörd.